# Krîjovlîn, Bârzula
Krîjovlîn (în ucraineană Крижовлин) este un sat în comuna Balta din raionul Bârzula, regiunea Odesa, Ucraina.

## Demografie
Componența lingvistică a localității Krîjovlîn
     Ucraineană (94,3%)
     Rusă (3,11%)
     Română (2,07%)
Conform recensământului din 2001, majoritatea populației localității Krîjovlîn era vorbitoare de ucraineană (94,3%), existând în minoritate și vorbitori de rusă (3,11%) și română (2,07%).